# Günther Jonitz
Günther Jonitz (* 19. Juni 1958 in München) ist ein deutscher Chirurg und ärztlicher Standespolitiker.

## Lebenslauf
Günther Jonitz studierte von 1977 bis 1984 Medizin in Bochum und Berlin, wo er 1984 das Staatsexamen absolvierte und die Approbation als Arzt erhielt. Nach Weiterbildung in Allgemeine Chirurgie mit Schwerpunkt minimalinvasiver Chirurgie und chirurgischer Endoskopie in der 1. chirurgischen Abteilung im Krankenhaus Berlin-Moabit erhielt er im Jahr 1994 die Anerkennung als Facharzt für Chirurgie. 1996 wurde Jonitz an der Freien Universität Berlin zum Dr. med. promoviert.
Günther Jonitz ist seit 1990 Mitglied im Vorstand des Marburger Bundes, Landesverband Berlin/Brandenburg. Von 1995 bis 1999 war er Vizepräsident, seitdem Präsident der Ärztekammer Berlin und Mitglied des Vorstandes der Bundesärztekammer, hier zuständig für den Bereich Qualitätssicherung in der Medizin. Am Abend des 16. September 2020 erklärte er via Twitter, dass er in der Delegiertenversammlung der Ärztekammer Berlin öffentlich erklärt habe, dass er „bis Mitte Juni vom Amt des Präsidenten der ÄKB zurücktrete“. In der Delegiertenversammlung hatte die dort verabschiedete ehemalige Vizepräsidentin der Ärztekammer Berlin, Regine Held, deutlich gemacht, sie sei Ende Juni 2020 zurückgetreten, „weil die Zusammenarbeit mit dem Präsidenten nicht gut war.“ Jonitz seinerseits begründete seine Entscheidung damit, dass er „den Weg für die nachkommende Generation frei machen“ wolle. Am 27. Januar 2021 teilte die Ärztekammer Berlin mit, Jonitz werde zum 1. Februar 2021 vom Amt als Präsident und damit auch als Vorstandsmitglied der Ärztekammer Berlin zurücktreten.
Jonitz gehörte zu den Begründern des Deutschen Netzwerks Evidenzbasierte Medizin, des BQS Instituts für Qualität & Patientensicherheit, der Kooperation für Transparenz und Qualität im Gesundheitswesen, der  Initiative Qualitätsmedizin (IQM), des Berliner Herzinfarktregisters und des Aktionsbündnisses Patientensicherheit. Er war Initiator des Fortbildungscurriculums Ärztliche Führung der Bundesärztekammer.
Günther Jonitz war als Vertreter der Bundesärztekammer in den Aufsichtsgremien des Ärztlichen Zentrums für Qualität in der Medizin AZQ (gemeinsame Einrichtung der Bundesärztekammer) von 1999 bis 2017 für die inhaltlichen Schwerpunkte des Instituts mitverantwortlich.

## Arbeitsschwerpunkte
- Werteorientierte Patientenversorgung: Grundlagen, Voraussetzungen, Methoden; wissenschaftliche und humanistische Konzepte; Qualitätsmanagement, Qualitätssicherung; Patientensicherheit; Evidenzbasierte Medizin; narrative-based medicine
- Gesundheitssystementwicklung:  Ärztliche Führung, Peer-Review, Qualitätsorientierter Wettbewerb

## Auszeichnungen
- Goldene Nadel der Deutschen Gesellschaft für Orthopädie und Unfallchirurgie (DGOU), 2010
- Bundesverdienstkreuz am Bande, 2016

## Veröffentlichungen (Auswahl)
- R. Kunz, G. Ollenschläger, H. Raspe, G. Jonitz, N.  Donner-Banzhoff (Hrsg.): Lehrbuch Evidenz-basierte Medizin in Klinik und Praxis. 2. Auflage. Deutscher Ärzteverlag, Köln 2007, ISBN 978-3-7691-0538-4.